# Relato político
En política y en humanidades se utiliza el término relato o narrativa para describir el modo en que la narración de historias puede dar forma a los hechos y repercutir en la comprensión de la realidad. Sin embargo, el relato político no es sólo un concepto teórico, sino también una herramienta empleada por las figuras políticas para construir las perspectivas de las personas en su entorno y alterar las relaciones entre grupos sociales e individuos. Como resultado, la ficción tiene el potencial de convertirse en realidad y los mitos se entremezclan en el discurso público. El relato político es impactante por su capacidad de suscitar pathos, lo que permite que la narrativa sea influyente por el valor que aporta más que por la verdad que se cuenta.
Las metanarrativas son un componente importante de las narrativas políticas, ya que engloban la artificialidad de la narración dentro de un contexto político. Son fundamentales para conformar la comprensión de la realidad a través de la creación de la historia bajo la apariencia de grandeza y de relatos de desarrollo o expansión.